# Bakaaboto
Bakaaboto is een recreatieoord in het district Sipaliwini in Suriname.
Het ligt aan de Boven-Surinamerivier, tussen het Brokopondostuwmeer en Pokigron. Aan de overzijde van de rivier ligt het dorp Duwatra. Het is per auto te bereiken via de Avobakaweg, waar op acht kilometer voor afkomst een weg naar links naar de plaats leidt. Bakaaboto is gericht op het gebruikelijke toerisme in het gebied, zoals het bezoeken van dorpen, culturele optredens, wandelen in het bos en zwemmen. De oord is omringd door stroomversnellingen.